# Талинский магал
Талинский магал — один из магалов Эриванского ханства.

## География
Магал располагался на северо-западе Эриванской области между горой Арагац и рекой Арпа, граничил на севере с Шаруром, на западе — с отделяющей его от Карского пашалыка рекой Арпачай, на юге — с Сардарабадским и Саадлинским магалами, а на востоке — с Сеидли-Ахсахлинским магалом. Торговый путь, проходящий из сёла Мастара и города Талин этого магала, вёл через Тбилиси с к Чёрному морю и в Россию. Территория Талынского магала соответствует территории бывшего Талинского района, нынешней Арагацотнской области.

## Сёла
И. Шопен писал о 47 сёлах Талынского магала, из них 27 уже были разорены. Дж. Бурнутян указывает на немногочисленность населения магала и пригодность всего 20-ти входящих в него сёл.
1. Адьяман, 2. Агакичик (Агакчи), 3. Алагёз, 4. Аралыг, 5. Агджагала (Ашагы Агджагала, Юхары Агджагала), 6. Каракоймаз (Ашагы Каракоймаз, Юхары Каракоймаз), 7. Пиртикан (Ашагы Пиртикан, Юхары Пиртикан (Богутли)), 8. Талын (Юхары Талын, Ашагы Талын), 9. Ашнак (Эшняк), 10. Багчаджыг, 11. Башсыз, 12. Бейсыз, 13. Биринджи Гылыджяйтаг, 14. Богутлу, 15. Диан, 16. Дедели (Дядяли), 17. Дюзкенд, 18. Акарак (Хараба-Акерак), 19. Эхангчи, 20. Эйланли (Айланлу), 21. Галто, 22. Гёзлю, 23. Хагга (Хакка), 24. Иринд, 25. Карвансарай, 26. Габагтапа, 27. Гарабурун (Гырмызылы), 28. Гаргулаг, 29. Гылчатах, 30. Гызмызлы, 31. Кулдервиш, 32. Мехрибанлы, 33. Мастара, 34. Пирмелек, 35. Сабунчу, 36. Сичанлы, 37. Сусуз, 38. Султанабад, 39. Шейх Хаджы, 40. Тлик, 41. Яшыл, 42. Йени Артик, 43. Зариндже, 44. Зорба. 45, Йени Кармазии, 46. Сёйюдлю.

## Население
В старом селе Адьяман с арабским названием (араб. عهد الأمان) где находятся церкви с VII века, проживало смешанное население, местные армяне и осевшие татары[когда?]